# Транспорт в Сан-Марино
Общая длина шоссе в Сан-Марино составляет 220 км. Транспортные средства республики обладают отличительными номерными знаками. Они белые с голубыми фигурами и гербом, обычно буква, за которой следуют четыре цифры. Много транспортных средств также несут международный код (в чёрном цвете на белой овальной наклейке).
В Сан-Марино нет ни международного аэропорта, ни речного порта. Есть только небольшой аэродром Торраччия, расположенный в Доманьяно. Аэродром оборудован для принятия лишь вертолётов и лёгких самолётов, однако он способен принимать и небольшие частные самолёты из других стран. Ранее также существовал международный вертодром, находившийся в Борго-Маджоре, но он был закрыт и переделан в стоянку. Бо́льшая часть туристов пользуются международным аэропортом им. Федерико Феллини, расположенным в итальянском городе Римини, а затем автобусом приезжают в Сан-Марино.

## Общественный транспорт
Между Сан-Марино и Римини регулярно курсирует автобус, популярный как среди туристов, так и среди работников туристической сферы. Данный маршрут охватывает 20 остановок, в том числе железнодорожный вокзал Римини. Ограниченной лицензией обладает республиканский таксопарк, имея в наличии семь такси. Кроме этого действуют такси итальянских таксопарков.
В Сан-Марино есть канатная дорога длиной 1,5 км. Она соединяет столицу республики с городами Борго-Маджоре и Монте-Титано. Вагоны канатной дороги именуются как гондолы и нумеруются «1» и «2». Они ходят каждые пятнадцать минут весь день.

## Железнодорожное сообщение
Сейчас в Сан-Марино отсутствует железнодорожное сообщение. Хотя до Второй мировой войны в течение короткого периода времени была узкоколейная ж/д линия. Она соединяла республику с итальянской сетью в Римини. Дорога была открыта 12 июня 1932 г. Подвижной состав был представлен электропоездами. В результате Второй мировой войны железная дорога была уничтожена, но след от неё остался: мосты, туннели и станции.

Церемония открытия ж/д линии
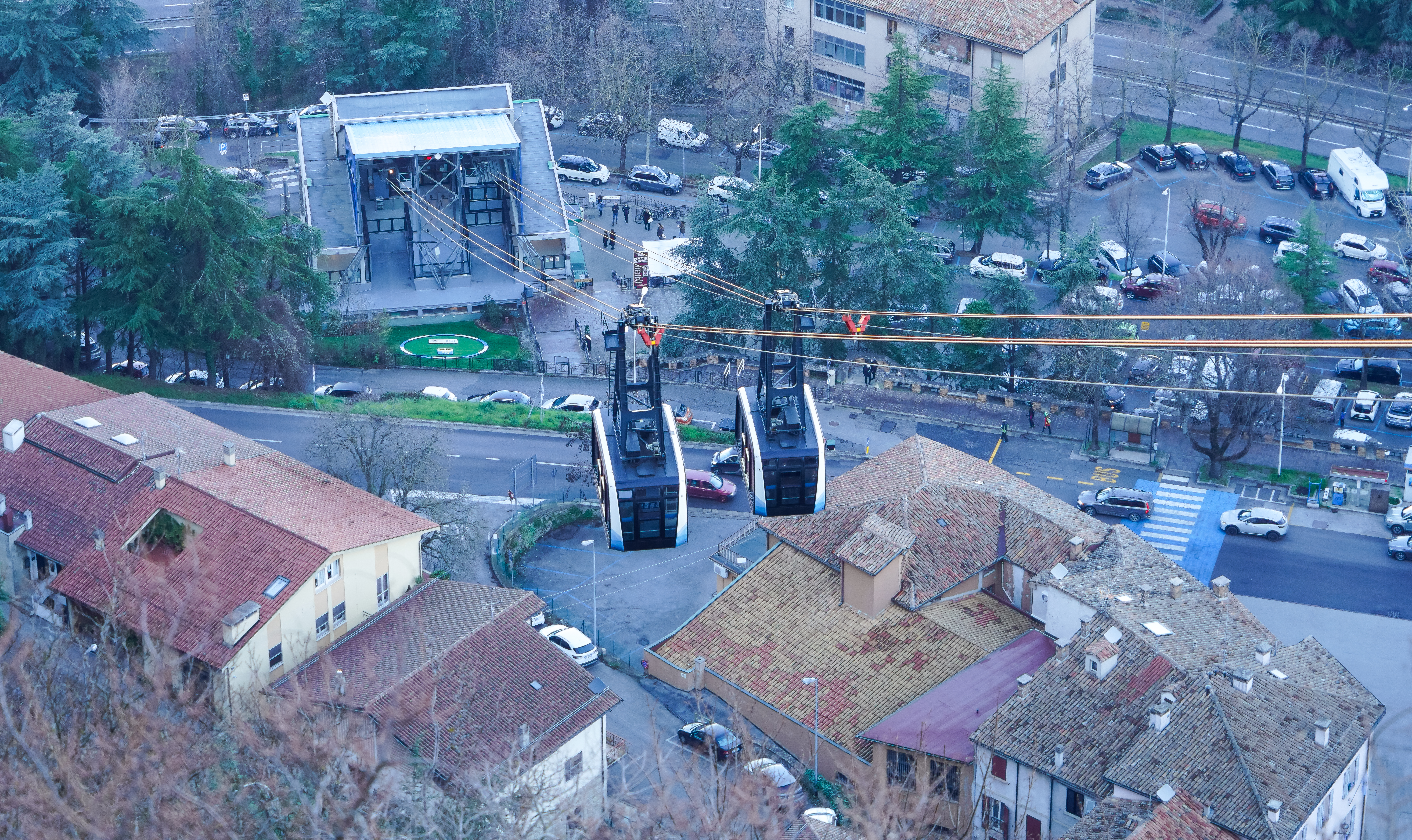
Канатная дорога. Монте-Титано (на заднем плане)
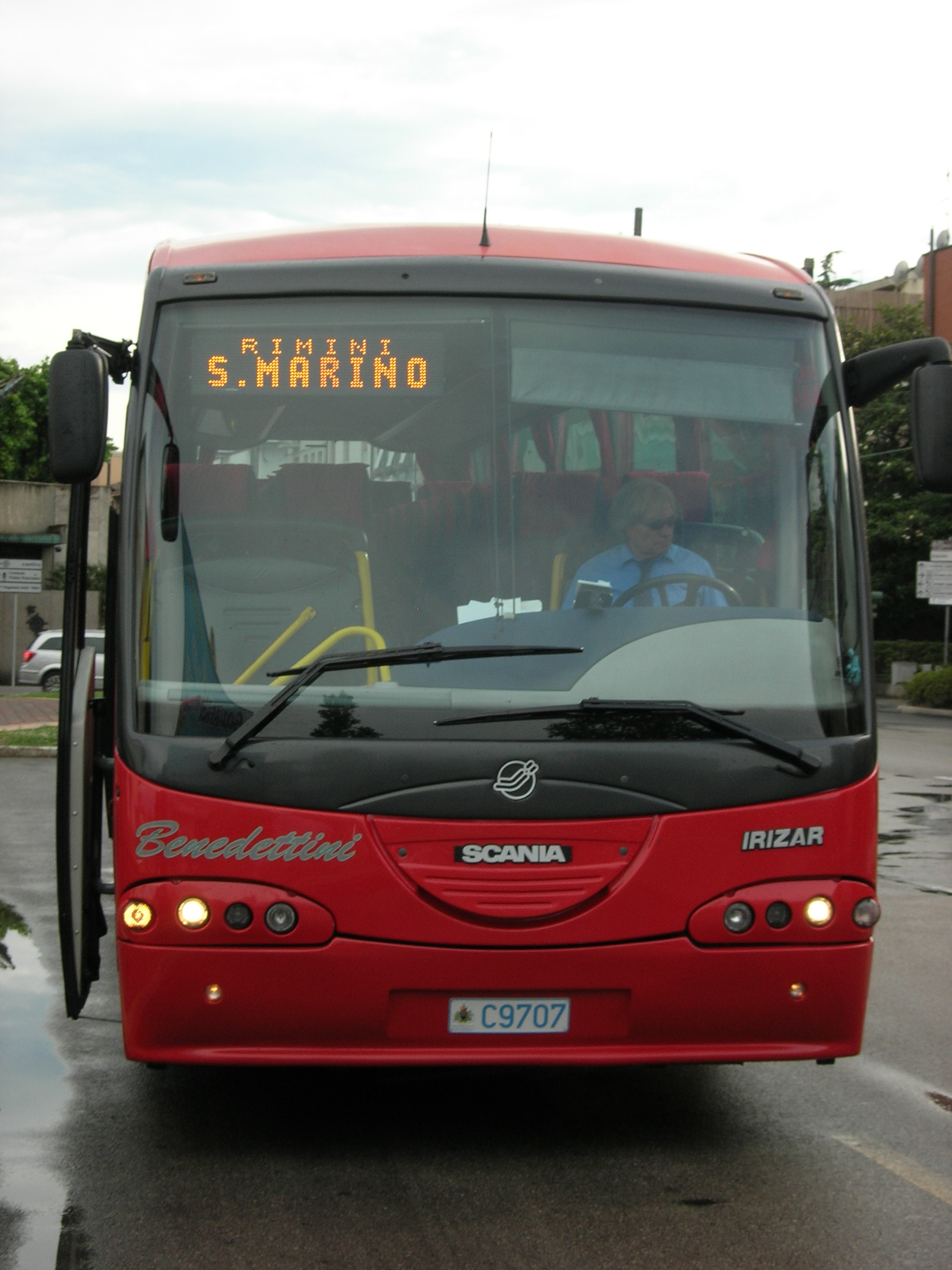
Автобус сан-маринского международного автобусного парка